# Cardiff (1974–1996)
Cardiff var ett distrikt i grevskapet South Glamorgan, i Wales. Detta distrikt hade 295 600 invånare år 1992. Distriktet upprättades den 1 april 1974 genom att county borough Cardiff slogs ihop med del av landsdistrikten Cardiff och Magor and St Mellons. Det avskaffades 1 april 1996 och blev en del av Cardiff.